# Хохлатка Турчанинова
Хохла́тка Турчани́нова (лат. Corýdalis turtschanínovii) — преимущественно дальневосточный вид травянистых растений рода Хохлатка (Corydalis) подсемейства Дымянковые (Fumarioideae) семейства Маковые (Papaveraceae).

## Название
Вид назван в честь известного русского флориста, ботаника-систематика Николая Степановича Турчанинова (1796—1863).

## Ботаническое описание
Многолетнее травянистое растение высотой от 10 до 45 см, клубневой эфемероид. Стебель одиночный, прямостоячий, простой, очень редко с веточкой из пазухи чешуевидного продолговато-яйцевидного листа, расположенного на некотором расстоянии от клубня. Подземный клубень шаровидный, 10—20 мм в диаметре.
Листья в количестве 2, на длинных черешках, дваждыперистые либо дважды- или трижды-тройчатые. Сегменты листовой пластины сидят на длинных черешках, их доли сидячие или на очень коротких черешочках, очень вариабельны по форме: широко-клиновидные, надрезанные на 2—3-линейные или продолговатые, несколько клиновидные дольки или же только крупно зубчатые.
Соцветие — компактная, многоцветковая кисть. Цветоножки тонкие, довольно длинные, обычно несколько короче прицветников, нижние иногда чуть длиннее их. Прицветники клиновидные, обычно глубоко гребенчато-рассеченные на узкие дольки, реже зубчатые, но не цельные. Цветки 17—22 мм длиной, синие, пурпурово- или сине-фиолетовые. Отгиб наружных лепестков овальный, не очень широкий, по краям нередко зубчато-волнистый, на верхушке с довольно широкой выемкой, на дне которой иногда имеется небольшое остроконечие. Нижний лепесток лепесток без бугорка при основании. Шпорец чаще тонковатый, прямой или на конце слегка загнут вниз.

Вид схож с симпатриальной хохлаткой сомнительной (Corydalis ambigua), однако у хохлаток комплекса C. ambigua крылья нижнего лепестка широкие, значительно шире основания шпоры, цветки в соцветии в стороны смотрящие, тогда как у хохлаток комплекса C. turtschaninovi (С. remota) крылья нижнего лепестка достаточно узкие, едва шире основания шпоры, нижние цветки в соцветии вниз смотрящие, на отогнутых цветоножках.
Плод  — линейная стручковидная коробочка 15—25 мм длиной, 2—3 мм шириной, прямостоячая или отклонённая, несколько чётковидная от выступающих семян. Семена около 1,5 мм в диаметре, красновато-чёрные, блестящие; карункула плёнчатая, мешковидная, отстоящая.
Цветёт с мая по июнь.

## Ареал и экология
В России встречается в Читинской области и на Дальнем Востоке в Амурской области, на юге Хабаровского края, в Приморье, на Камчатке, Командорах, Сахалине, Курилах. Общее распространение: Япония и Китай (Маньчжурия, Внутренняя Монголия, север Внутреннего Китая), Корея.
Растёт по долинам рек на лугах, среди кустарников и в прирусловых лесах.

## Классификация

### Таксономия
Corydalis turtschaninovii Besser, 1834, Flora 17(1 Beibl.): 6.
Вид Хохлатка сомнительная относится к роду Хохлатка (Corydalis) трибы Дымянковые (Fumarieae) подсемейства Дымянковые (Fumarioideae) семейства Маковые (Papaveraceae) порядка Лютикоцветные (Ranunculales).
Ранее вид синонимизировали с хохлаткой линейнодольчатой (Corydalis lineariloba Siebold & Zucc.) и хохлаткой расставленной (Corydalis remota Fisch. ex Maxim.). В соответствии с современной классификацией рода, С. lineariloba выделена в самостоятельный вид, не встречающийся на территории России, а C. remota — её гомотипный синоним.
Кладограмма в соответствии с Системой APG IV
|  |                          |  |                                   |                                   |                   |  | ещё 6 семейств, в том числе Лютиковые, Луносемянниковые, Барбарисовые | ещё 6 семейств, в том числе Лютиковые, Луносемянниковые, Барбарисовые |                                            |  |  |  | еще 20 родов                 | еще 20 родов         |  |  |
|  |                          |  |                                   |                                   |                   |  | ещё 6 семейств, в том числе Лютиковые, Луносемянниковые, Барбарисовые | ещё 6 семейств, в том числе Лютиковые, Луносемянниковые, Барбарисовые |                                            |  |  |  | еще 20 родов                 | еще 20 родов         |  |  |
|  |                          |  |                                   | порядок Лютикоцветные             |                   |  |                                                                       |                                                                       | подсемейство Дымянковые                    |  |  |  |                              | Хохлатка Турчанинова |  |  |
|  |                          |  |                                   | порядок Лютикоцветные             |                   |  |                                                                       |                                                                       | подсемейство Дымянковые                    |  |  |  |                              | Хохлатка Турчанинова |  |  |
|  | клада Цветковые растения |  |                                   |                                   | семейство Маковые |  |                                                                       |                                                                       | род Хохлатка                               |  |  |  |                              |                      |  |  |
|  | клада Цветковые растения |  |                                   |                                   |                   |  |                                                                       |                                                                       |                                            |  |  |  |                              |                      |  |  |
|  |                          |  | ещё 63 порядка цветковых растений | ещё 63 порядка цветковых растений |                   |  |                                                                       | ещё 1 подсемейство Маковые (Papaveroideae)                            | ещё 1 подсемейство Маковые (Papaveroideae) |  |  |  | еще 537 подтвержденных видов |                      |  |  |
|  |                          |  |                                   | ещё 63 порядка цветковых растений |                   |  |                                                                       |                                                                       | ещё 1 подсемейство Маковые (Papaveroideae) |  |  |  |                              |                      |  |  |

### Подвиды
- Corydalis turtschaninovii  subsp. turtschaninovii [syn.  Corydalis woroschilovii Urusov, 1990 — Хохлатка Ворошилова] — материковая часть ареала, кроме Кореи[8].
- Corydalis turtschaninovii subsp. vernyi (Franch. & Sav.) Lidén, 1996 — Япония, Корея и Маньчжурия[9].

### Синонимы
- Capnoides turtschaninovii (Besser) Kuntze, 1891

- Pistolochia turtschaninovii (Besser) Holub, 1973